# Regiunea urbană Aachen
Regiunea Urbană Aachen (germană Städteregion Aachen) este o unitate administratvă nouă (Kommunalverband besonderer Art) formată prin unirea unui district rural cu un oraș care nu aparținea de district (district urban). Este situată în sud-vestul landului Renania de Nord-Westfalia, capitala regiunii fiind orașul Aachen. Regiunea Urbană Aachen există din data de 21 octombrie 2009, succesorul districtului Aachen care a fost desființat, fiind parte a unui proiect de încercare care va servi ca model pentru landul Renania de Nord-Westfalia, astfel de unități administrative existând deja în Saxonia Inferioară.

## Localități ale regiunii
- Aachen
- Alsdorf
- Baesweiler
- Eschweiler
- Herzogenrath
- Monschau
- Roetgen
- Simmerath
- Stolberg
- Würselen